# Ján Benko
Ján Benko (2. března 1908 Veľké Zalužice, dnes Zalužice – 20. února 1957 Bratislava) byl slovenský politik, účastník protifašistického odboje, veřejný činitel a úředník.

## Životopis
Narodil se ve Velkých Zalužicích v rodině rolníka (otec Ján Benko, matka Mária Benková rozená Gajdošová). Lidovou – základní školu navštěvoval v rodné obci, byl talentovaným žákem a upoutal učitele. Následně pokračoval ve studiu na gymnáziu v Michalovcích, kde také maturoval. Právo studoval na Karlově univerzitě v Praze a Univerzitě Komenského v Bratislavě, titul JUDr. získal v roce 1936. Během studentských let byl funkcionářem zemědělských mládežnických organizací, předsedou Ústředního svazu agrárních akademiků, ovlivňovaly ho myšlenky a ideologie Milana Hodži a Vavro Šrobára.

### Období mezi válkami
V první Československé republice, zastával nejprve post Referenta Zemědělské rady pro Slovensko, později v roce 1938 byl vládním komisařem. Také ve třicátých letech 20. století přispíval svými články do časopisu Slovenský hospodár, který byl odborným časopisem slovenských zemědělců a úředním tiskovým orgánem Zemědělské rady pro Slovensko.
Během existence Slovenského státu, byl v letech 1939 až 1944 ředitelem Uhelné společnosti Karbonia. Udržoval však kontakty s domácími odbojovými skupinami, které se postarali o to, že ho jako rezervního nadporučíka povolali do Trnavské vojenské posádky, kde převzal funkci velitele praporu a po vypuknutí SNP se přičinil o zabezpečení převratu v kasárnách.
K nastoupeným vojákům v kasárnách promluvil takto:
„Slovenskí vojaci, Nemci obsadili Slovensko, prestala existovať Slovenská republika, slovenská vláda a prezident sú pod kontrolou Nemcov. Máte na výber - dáte sa odzbrojiť Nemcom a poputujete do koncentračných táborov, kde na konci vojny pohyniete alebo sa pripojíte do povstania proti Nemcom a spolu s víťaznou sovietskou armádou sa vrátite zakrátko domov, slávne ako víťazi.“
S trnavskou posádkou následně odešel na povstalecké území jako velitel roty praporu Dunaj. Za bojovou činnost za Slovenského národního povstání povýšen z nadporučíka na štábního kapitána pěchoty. Od března 1944 do konce ledna 1945 působil v partyzánském svazku Chruščov - velitel A. M. Sadilenko. Zúčastnil se jako velitel bojové skupiny obranných bojů u obce Čierny Balog . Po potlačení povstání bojoval v 2. československé samostatné paradesantní brigádě v SSSR, v roce 1945 se stal příslušníkem 1. československého armádního sboru v SSSR. Byl vyznamenán dvakrát Československým válečným křížem 1939, Řádem SNP II. třídy, Československou medailí Za chrabrost před nepřítelem, sovětskou medailí Za vítězství nad Německem a jinými vyznamenáními.

### Období po 2. sv. válce
Po roku 1945 byl ředitelem prodejny uhlí při Oblastním ředitelství Dolů a Hutí na Slovensku, od roku 1948 do roku 1950 na Bánské prodejně.
V poválečném období, od roku 1947 byl funkcionářem Demokratické strany. Po volbách do Slovenské národní rady, v červnu 1948, byl zvolený za poslance. V letech 1948–1951 byl poslancem SNR za SSO (Strana slovenskej obrody). Byl autorem více článků o politických a hospodářských problémech.